# Michael Paul Taylor
Michael Paul Taylor' (Bishop's Stortford, 1968. március 12. –) brit számítógép-programozó, Ph.D. a paleontológiában. 

## Életpályája

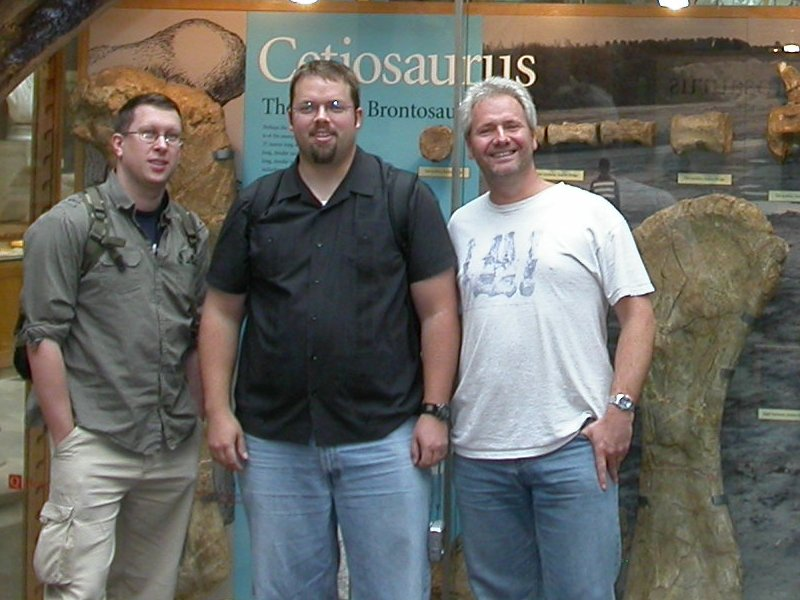
Darren Naish, Michael P. Taylor és Mathew Wedel

Michael Paul Taylor Angliában, Bishop's Stortford-ban született. Tanulmányait a Warwick- és a Portsmouthi Egyetemen végezte. Paleontológiával és Számítógép programozással foglalkozik.
Eddig 18 őslénytani tanulmányt publikált, és három dinoszaurusz-nemzetség megnevezésében is szerepel: Xenoposeidon 2007-ben Darren Naish-sel, Brontomerus 2011-ben Matt J. Wedel-lel és Richard Cifelivel, valamint Haestasaurus 2015-ben Paul Upchurch-szel és Phil Mannion-nal. 
Darren Naish és Matt Wedel paleontológusokkal együtt megalapította a Sauropod Vertebra Picture of the Week paleontológiai blogot, ahol "Mike Taylor" néven blogol.
Angliái Ruardeanban, Gloucestershire-ben él.